# Skivstångsrodd
Skivstångsrodd är en styrketräningsövning som i första hand tränar ryggmusklerna, latissimus dorsi, men även biceps, axlar och underarmar i viss omfattning. Övningen kallas ibland endast "rodd" eller "singel rodd" då den ingår som delövning i träningsformen Bodypump. 
Övningen görs generellt på två olika sätt. I första varianten står man framåtlutad med ryggen parallell med marken och drar en stång med vikter upp till nedre delen av bröstkorgen, och släpper sedan ner stången mot marken. I den andra varianten är positionen också framåtlutad men ryggen är vinklad ca 30-45 grader. Stången hålls inledningsvis med raka armar och dras upp mot magen eller nedre bröstpartiet, beroende på armlängd. Stången kan fattas med både underhandsgrepp och överhandsgrepp beroende på vilka muskler som ska tränas. I båda varianterna ska stången förflyttas i en rak linje uppåt och neråt.

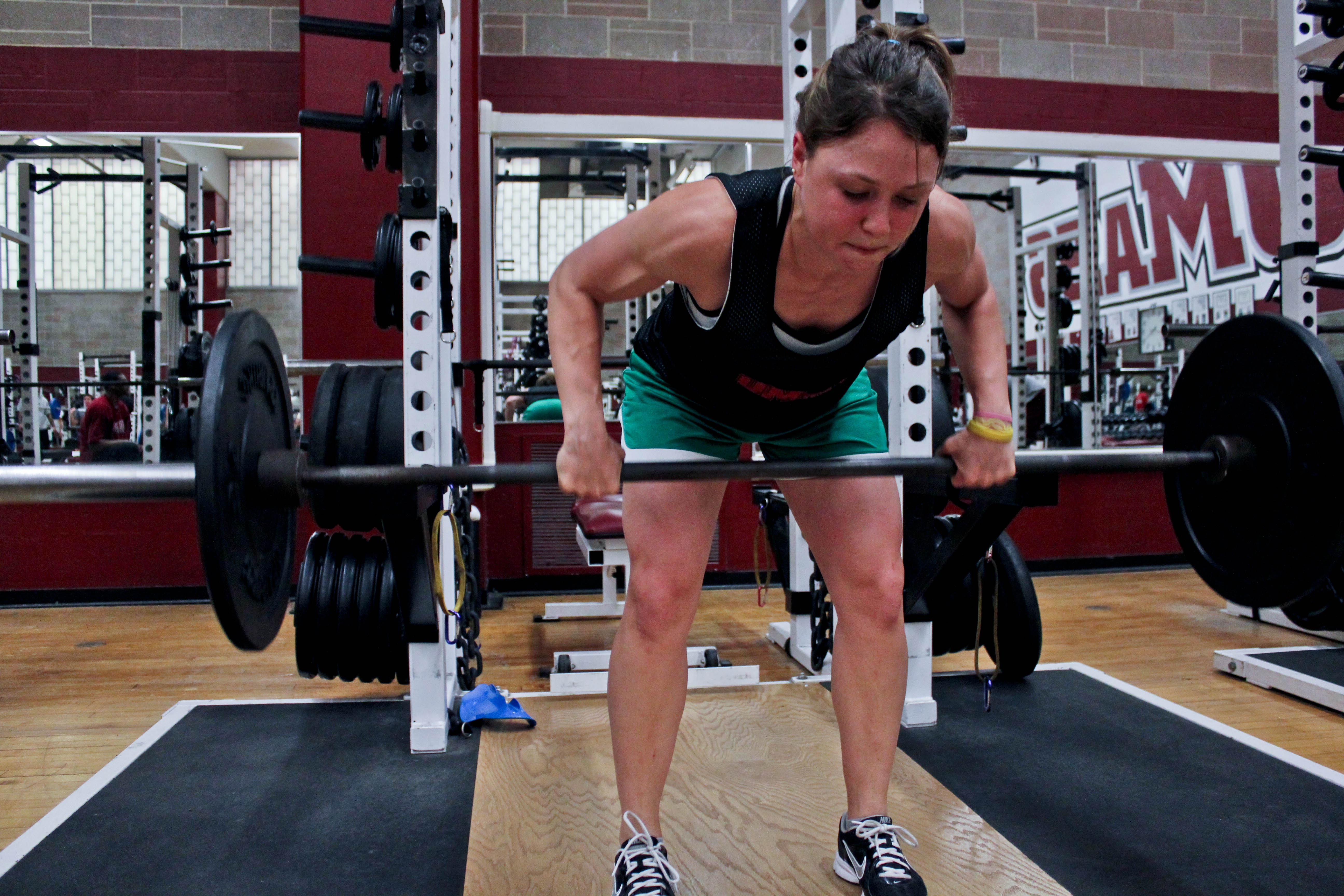
Stående rodd med överhandsgrepp.
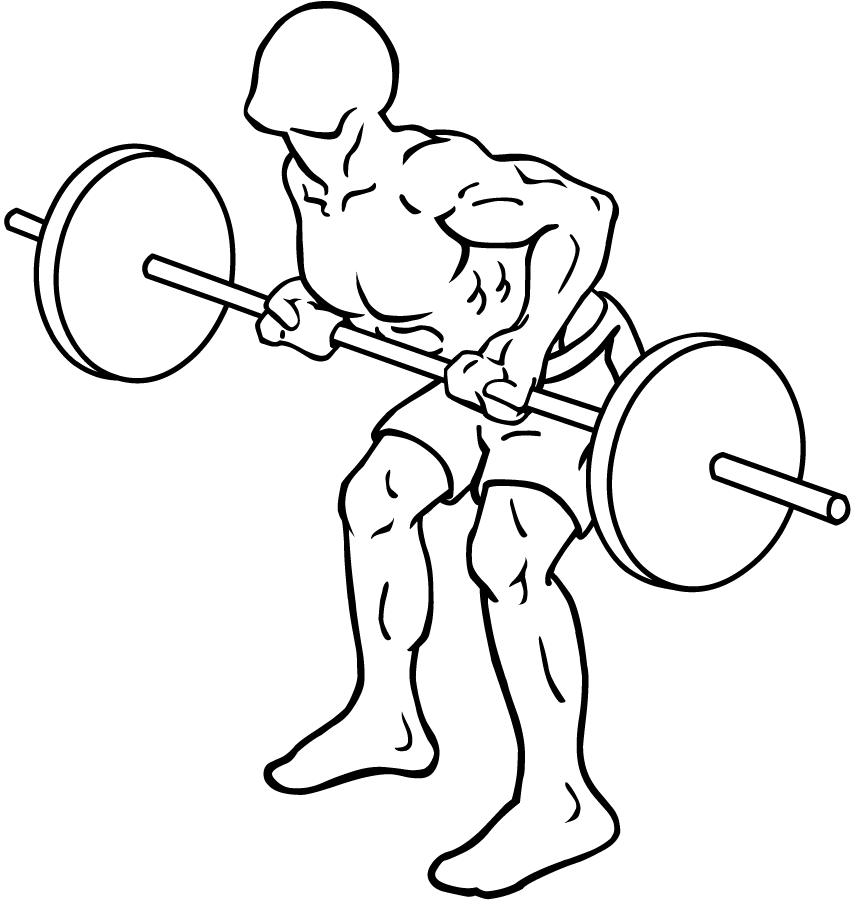
Underhandsgrepp med stången lyft.
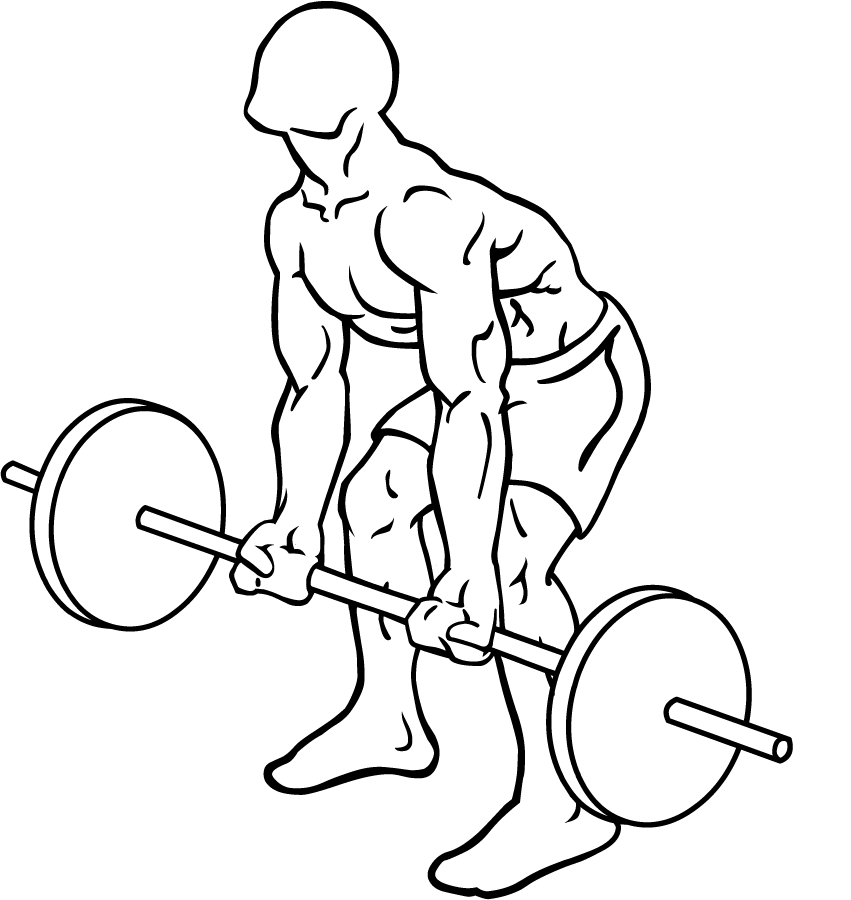
Underhandsgrepp med stången i utgångsposition.
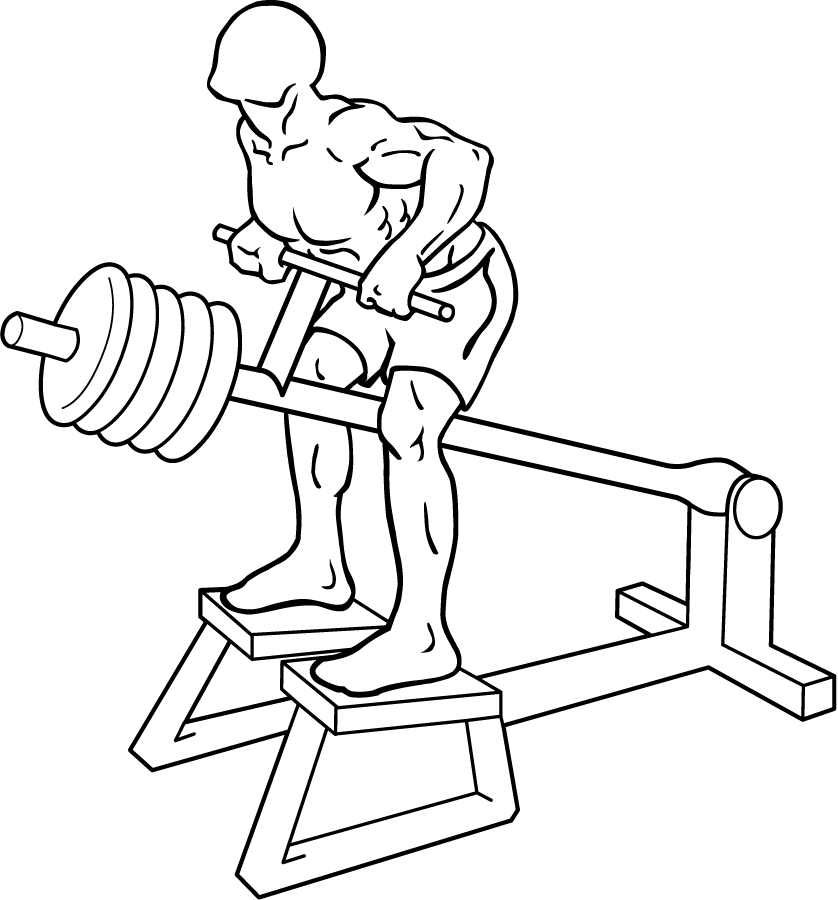
Variant med T-barstång.
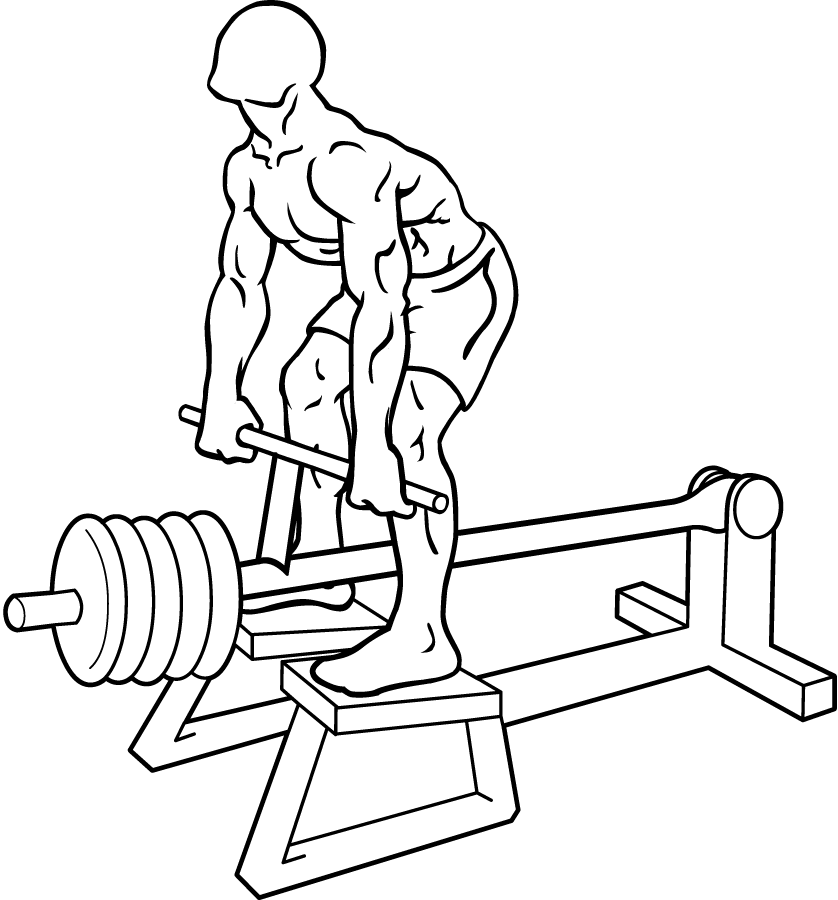
T-barstång sänkt.